# System informatyczny
System informatyczny (ang. information processing system) – urządzenie lub grupa wzajemnie połączonych lub związanych ze sobą urządzeń, z których jedno lub więcej, zgodnie z programem, wykonuje automatyczne przetwarzanie danych.
W Polsce, termin ten jest używany w kontekście przede wszystkim systemów informacyjnych (ang. information systems). W kontekście nauki o zarządzaniu, systemy informacyjne obejmują nie tylko warstwę techniczną, ale także np. ludzi z nich korzystających. Dr Marian Kuraś uważa, że określenie system informatyczny powinno być zarezerwowane dla systemów obliczeniowych (ang. computer system, computing system, computational system). Systemy informatyczne określa się także więc jako komputerowe systemy informacyjne (ang. computer information system), definiowane jako zbiór powiązanych ze sobą elementów, którego funkcją jest przetwarzanie danych z wykorzystaniem sprzętu i oprogramowania komputerowego. Stanowią one wówczas wydzieloną skomputeryzowaną część systemu informacyjnego. Składają się one z następujących elementów:
- sprzęt komputerowy (ang. hardware), w tym urządzenia wejścia/wyjścia,
  - urządzenia służące do przechowywania danych,
  - urządzenia służące do zbierania danych – kamery, sensory,
  - urządzenia służące do komunikacji między sprzętowymi elementami systemu,
  - urządzenia służące do komunikacji między ludźmi a komputerami,
  - urządzenia służące do odbierania danych ze świata zewnętrznego – nie od ludzi (na przykład czujniki elektroniczne, kamery, skanery),
  - urządzenia służące do wywierania wpływu przez systemy informatyczne na świat zewnętrzny – elementy wykonawcze (np. podłączony do komputera ekspres do kawy),
- oprogramowanie (ang. software)
  - oprogramowanie wbudowane (ang. firmware) np. sterownik urządzenia IoT,
  - oprogramowanie systemowe (ang. system software) np. system operacyjny, silnik gry komputerowej,
  - oprogramowanie aplikacyjne (ang. application software) np. gra komputerowa, aplikacja randkowa, aplikacja bankowa, system zarządzania bazą danych

Natomiast system informacyjny obejmuje także m.in.:
- zasoby osobowe – ludzie,
- elementy organizacyjne – czyli procedury (procedury organizacyjne – termin z zarządzania) korzystania z systemu informatycznego, instrukcje robocze itp.,
- elementy informacyjne; bazy wiedzy – ontologie dziedziny/dziedzin, w których używany jest system informatyczny – na przykład podręcznik księgowania w przypadku systemu finansowo-księgowego.

Systemy komputerowe mogą być klasyfikowane na różne sposoby w zależności od przyjętego kryterium podziału, np. systemy czasu rzeczywistego, systemy wbudowane.

## Tworzenie systemów informatycznych
Tworzenie systemów informatycznych jest złożonym zadaniem – trudno jest przewidzieć, czy projekt informatyczny zakończy się sukcesem (system stworzony na czas, zgodny z wymaganiami funkcjonalnymi, koszt stworzenia mieszczący się w ramach przewidzianego budżetu), czy porażką. Wszystko zależy od procesu, w jakim system jest wytwarzany. Aby określić prawdopodobieństwo sukcesu, stosuje się metody oceny procesu wytwórczego stosowanego do produkcji systemu. Najbardziej rozpowszechnionym modelem takiej oceny jest CMM.
Wyróżnia się etapy tworzenia systemów informatycznych:
- analiza i określenie wymagań (modelowanie)
- projektowanie systemu i aplikacji
- programowanie (implementacja) i dokumentowanie
- testowanie i walidacja
- wdrożenie systemu u odbiorcy
- eksploatacja i ewaluacja systemu[3].

## Złożoność systemów informatycznych
Systemy informatyczne mogą być bardzo proste, jak i złożone. Miarą złożoności systemu może być na przykład ilość elementów systemu połączona ze złożonością stosowanego oprogramowania mierzoną w ilości punktów funkcyjnych.

## Informatyczne systemy wspomagające zarządzanie
Określenie systemy informatyczne stosuje się często do systemów wspomagających funkcjonowanie przedsiębiorstw i instytucji. Typy systemów informatycznych wspomagających funkcjonowanie przedsiębiorstw:
- BPM – Business Process Management,
- ERP – Enterprise Resource Planning,
- CRM – Customer Relationship Management,
- ERM – Enterprise Relationship Management,
- MRP – Material Requirements Planning,
- SCM – Supply Chain Management.